# Qualificazioni al campionato mondiale di calcio 2014 - UEFA - Play-off
Le otto migliori seconde classificate hanno disputato degli spareggi o play-off. Le squadre sono state classificate secondo il ranking FIFA del 17 ottobre 2013. Il sorteggio è stato effettuato il 21 ottobre 2013 a Zurigo, per stabilire le partite che sono state disputate con gara di andata (15 novembre) e ritorno (19 novembre). Le quattro vincitrici si sono qualificate al mondiale.

## Risultati
| Squadra 1  | Totale | Squadra 2 | Andata | Ritorno |
| ---------- | ------ | --------- | ------ | ------- |
| Portogallo | 4 – 2  | Svezia    | 1 – 0  | 3 – 2   |
| Ucraina    | 2 – 3  | Francia   | 2 – 0  | 0 – 3   |
| Grecia     | 4 – 2  | Romania   | 3 – 1  | 1 – 1   |
| Islanda    | 0 – 2  | Croazia   | 0 – 0  | 0 – 2   |

### Andata
| Arbitro: | Nicola Rizzoli |

|                |           |  |
| C. Ronaldo 82’ | Marcatori |  |

| Arbitro: | Cüneyt Çakır |

|                                   |           |  |
| Zozulja 61’ Jarmolenko 82’ (rig.) | Marcatori |  |

| Arbitro: | Pedro Proença |

|                                    |           |            |
| Mītroglou 14’, 66’ Salpiggidīs 20’ | Marcatori | 19’ Stancu |

| Reykjavík 15 novembre 2013, ore 19:00 UTC | Islanda                  | 0 – 0 referto | Croazia | Laugardalsvöllur (9 767 spett.)\| Arbitro: \| Alberto Undiano Mallenco \| |
| Arbitro:                                  | Alberto Undiano Mallenco |               |         |                                                                           |

### Ritorno
| Arbitro: | Howard Webb |

|                      |           |                          |
| Ibrahimović 68’, 72’ | Marcatori | 50’, 77’, 79’ C. Ronaldo |

| Arbitro: | Damir Skomina |

|                                         |           |  |
| Sakho 23’ Benzema 32’ Husjev 72’ (aut.) | Marcatori |  |

"La Francia si qualifica al mondiale nonostante un evidente gol in fuorigioco di Benzema al minuto 32' del 1º tempo." In molti all'epoca ventilarono un "sospetto aiuto" a favore della Francia nelle qualificazioni ai Mondiali di calcio da parte di Michel Platini.
| Arbitro: | Milorad Mažić |

|                      |           |               |
| Torosidīs 55’ (aut.) | Marcatori | 23’ Mītroglou |

| Arbitro: | Björn Kuipers |

|                        |           |  |
| Mandžukić 27’ Srna 47’ | Marcatori |  |